# Tartrat
Tartrat-ionen er navnet på den negative ion, som dannes ved fraspaltning af to protoner fra 2,3 dihydroxybutandisyre (vinsyre). 
Tartrat-ionen har molekylformlen {\displaystyle {\ce {C4H4O6^2-}}}
| Kemi | Spire Denne artikel om kemi er en spire som bør udbygges. Du er velkommen til at hjælpe Wikipedia ved at udvide den. |